# Catedrala „Adormirea Maicii Domnului” din Soroca
Catedrala „Adormirea Maicii Domnului” este o biserică amplasată pe str. Ștefan cel Mare, 50 în Soroca, Republica Moldova. Este un monument arhitectural de importanță națională inclus în Registrul monumentelor Republicii Moldova ocrotite de stat cu nr. 2607 (raionul Soroca). Datează din 1840-1842.